# Adriano (cantor)
Adriano é um cantor brasileiro, nascido no Ceará.

## Biografia
Fez sucesso na década de 1980 com as canções Onde está Você e  A força do amor, tema da novela homônima exibida pelo SBT. Com esse êxito, chegou a vender mais de 100 mil discos. Era presença constante nos programas Cassino do Chacrinha, na Rede Globo, e Barros de Alencar, na Rede Record, além de Qual É a Música?, de Silvio Santos. Promoveu shows pelas principais capitais brasileiras. Participou de algumas fotonovelas e freqüentou os programas de rádio e televisão da época. 
Após a breve carreira, o artista ficou afastado da mídia, voltando à televisão na apresentação do programa Rei Majestade, apresentado pelo SBT, em 2006. A atração procurava justamente trazer ao palco artistas consagrados que, por algum motivo, estavam afastados da carreira ou dos programas de maior audiência. Em sua edição Adriano competiu com Belchior, Wilma Bentivegna, Lílian e Gilson de Souza.